# Флаг Юго-Восточного административного округа
Флаг Ю́го-Восто́чного администрати́вного о́круга города Москвы Российской Федерации — официальный государственный символ административного округа, призванный самоидентифицировать административный округ среди административных округов в городе Москве.
Флаг утверждён 1 октября 2003 года и внесён в Геральдический реестр города Москвы с присвоением регистрационного номера ?.

## Описание
«Флаг Юго-Восточного административного округа представляет собой прямоугольное полотнище с соотношением ширины к длине, как 2:3, горизонтально разделённое на две равновеликие полосы: верхнюю — жёлтую и нижнюю — зелёную.
В центре жёлтой полосы три зелёных дерева. Габаритные размеры изображения трёх деревьев составляют 2/3 длины и 3/8 ширины полотнища флага.
В центре зелёной полосы перекрещённые жёлтый молот, обращённый в нижний угол, прилегающий к древку, и жёлтый речной якорь. Габаритные размеры изображения молота и якоря составляют 1/3 длины и 3/10 ширины полотнища флага».

## Обоснование символики
Зелёный цвет флага символизирует главную историко-культурную достопримечательность округа — усадьбу «Кузьминки», имеющую общероссийское значение.
Три зелёных дерева символизируют находящийся в округе рынок «Садовод» и обилие зелёных зон, скверов и парков, а также указывают на постоянную работу по озеленению территории округа.
Молот символизирует промышленное развитие округа, занимающего первое место в Москве по промышленному потенциалу.
Якорь символизирует размещение на территории округа Южного порта.

## Использование
31 июля 2012 года, распоряжением префектуры Юго-Восточного административного округа города Москвы № 456, Районному казачьему обществу «Юго-Восток» разрешено использование символики Юго-Восточного административного округа города Москвы.
Данное распоряжение принято в целях объединения, возрождения и взаимодействия казачьих обществ с органами исполнительной власти и местного самоуправления, негосударственными некоммерческими организациями, учреждениями Юго-Восточного административного округа, в целях привлечения граждан к деятельности Районного казачьего общества «Юго-Восток».

## См. также

Флаги внутригородских муниципальных округов в Юго-Восточном административном округе
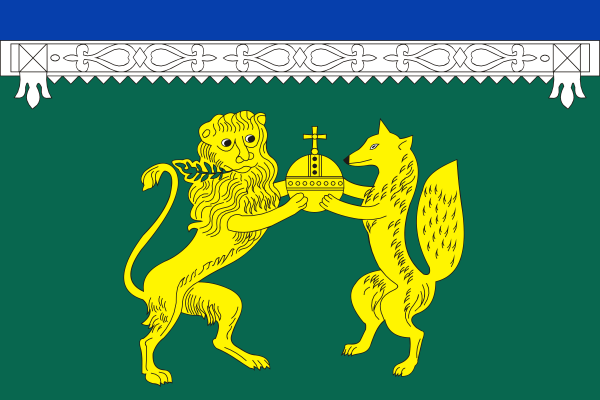
Выхино-Жулебино
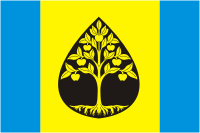
Капотня
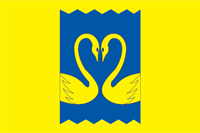
Кузьминки
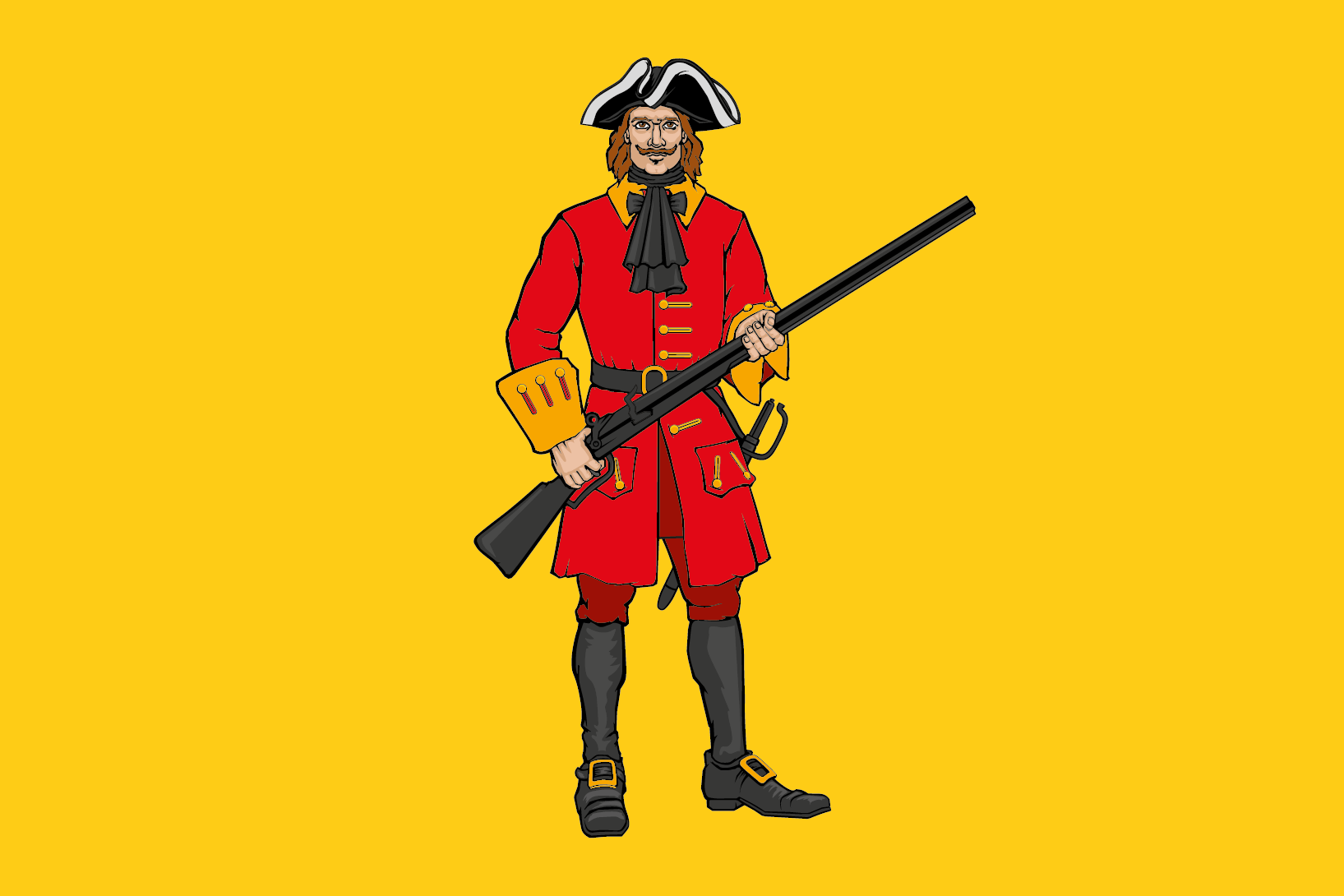
Лефортово
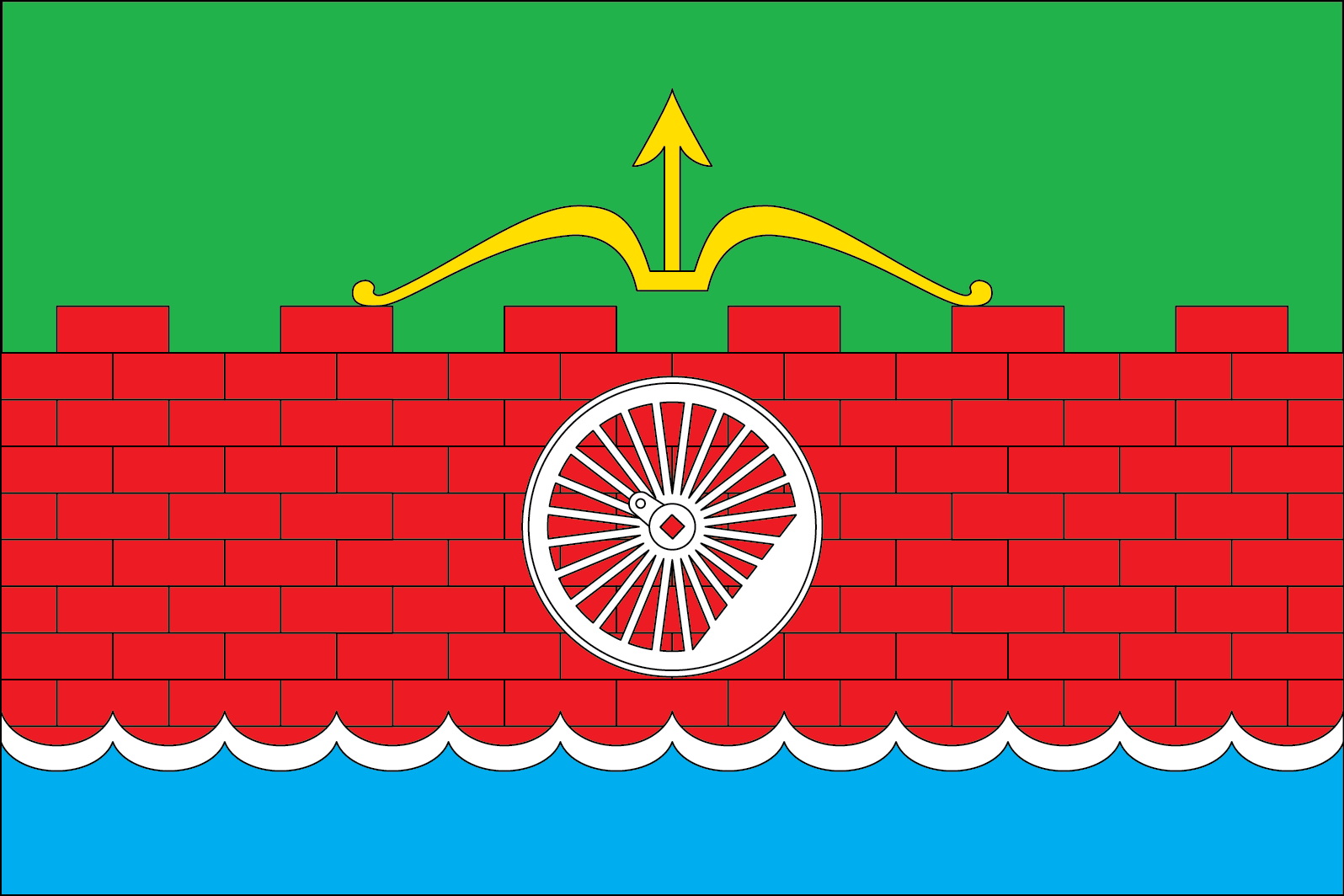
Люблино
Марьино
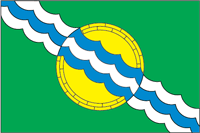
Некрасовка
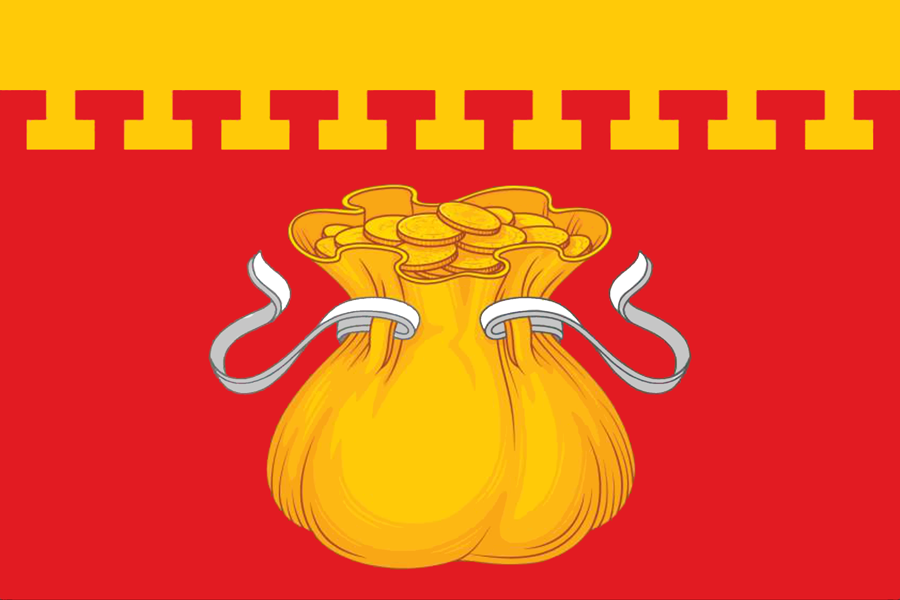
Нижегородский
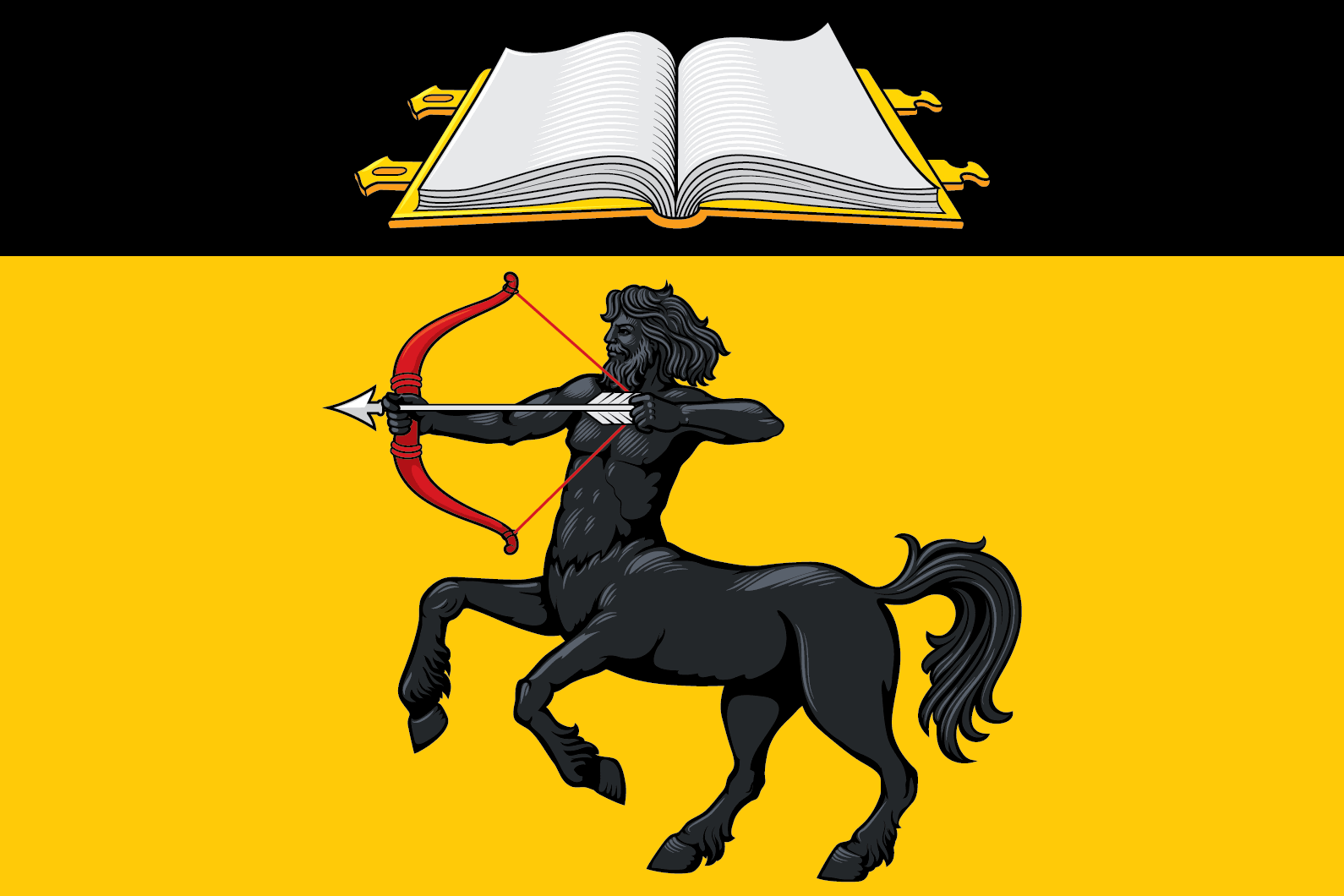
Печатники
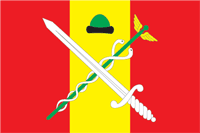
Рязанский
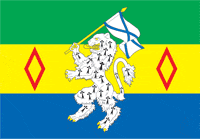
Текстильщики
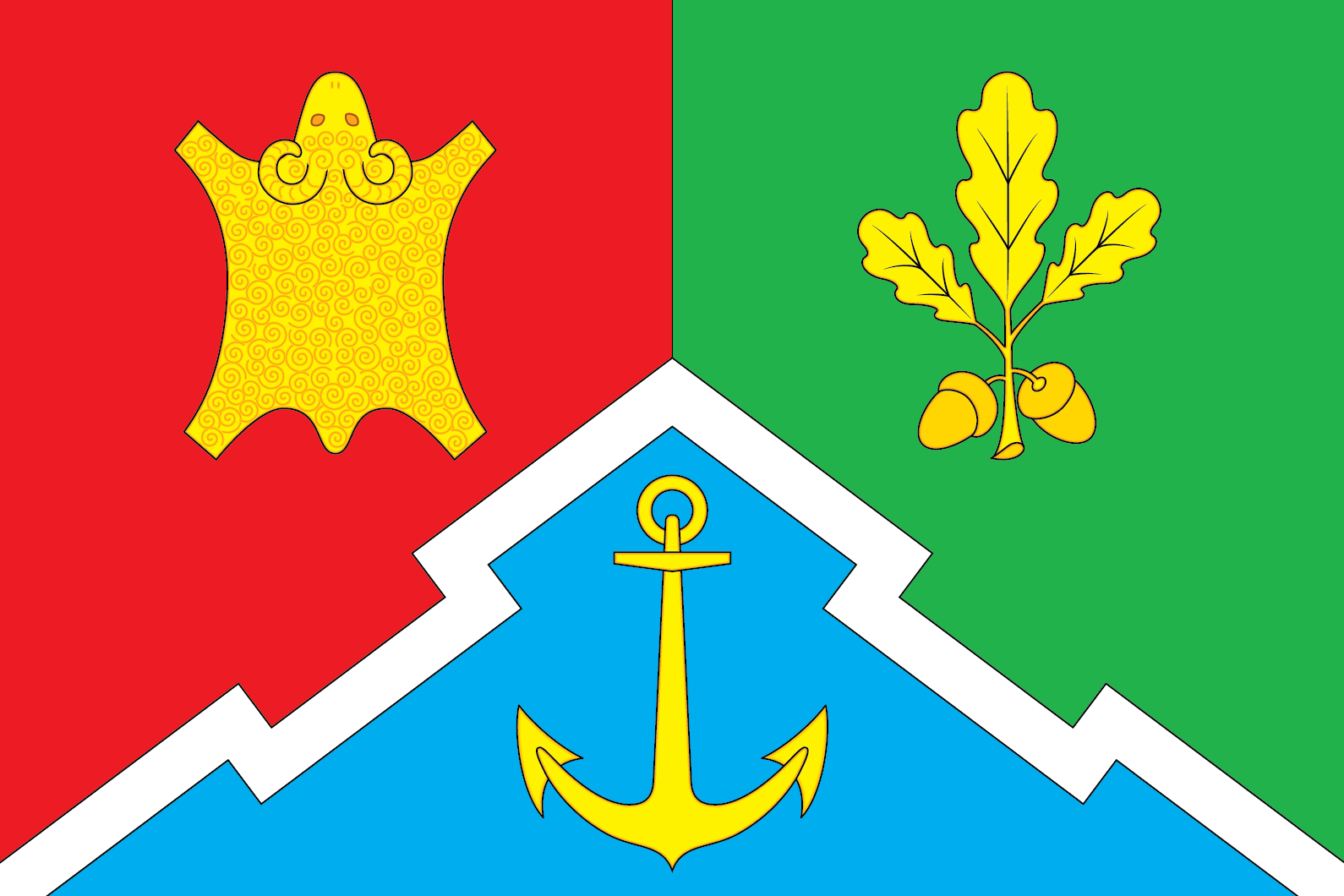
Южнопортовый